# ناحیه کلمبوس، شهرستان سنت کلیر، میشیگان
ناحیه کلمبوس (به انگلیسی: Columbus Township) یک منطقهٔ مسکونی در ایالات متحده آمریکا است که در شهرستان سنت کلیر، میشیگان واقع شده‌است.
 ناحیه کلمبوس ۹۶٫۴ کیلومتر مربع مساحت و ۴٬۰۷۰ نفر جمعیت دارد و ۲۰۴ متر بالاتر از سطح دریا واقع شده‌است.